# Mi amor brasileño
Latin Lovers (en España, Mi amor brasileño) es un filme estadounidense de 1953. Es una comedia romántica realizada por la MGM, dirigida por Mervyn LeRoy y escrito por Isobel Lennart. La banda sonora es de Nicholas Brodszky y el director de fotografía fue Joseph Ruttenberg.

## Sinopsis
Nora Taylor (Turner) es una rica heredera que busca el amor verdadero. A causa de su fortuna, sospecha que los hombres sólo buscan su dinero, lo cual carece de lógica, puesto que su novio Lund (Chevron) es más rico que ella. Cuando la pareja decide hacer un viaje a Brasil, se enamora del encantador Roberto Santos (Montalban), un hombre de limitados recursos económicos. Entonces no tendrá más remedio que tomar una decisión que no es nada fácil.

## Elenco

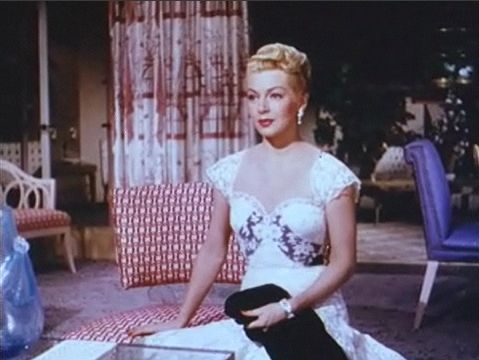
Lana Turner como Nora Taylor

| Actor/Actriz      | Personaje             |
| ----------------- | --------------------- |
| Lana Turner       | Nora Taylor           |
| Ricardo Montalbán | Roberto Santos        |
| John Lund         | Paul Chevron          |
| Louis Calhern     | Abuelo Eduardo Santos |
| Jean Hagen        | Anne Kellwood         |
| Eduard Franz      | Dr. Lionel Y. Newman  |
| Beulah Bondi      | Analista              |
| Rita Moreno       | Christina             |